# Arne Skjølsvold
Arne Skjølsvold (* 5. Juni 1925 in Rugldalen, Røros, Sør-Trøndelag, Norwegen; † 26. Oktober 2007 in Oslo) war ein norwegischer Archäologe und Freund Thor Heyerdahls, den er auf mehreren Expeditionen begleitete. Neben seinem profunden und weltweit anerkannten Wissen über Polynesien war sein Fachgebiet die Periode von der Jungsteinzeit bis in die Eisenzeit Skandinaviens. Zuletzt war er Forschungsleiter am Kon-Tiki-Museum in Oslo.

## Leben
Arne kam als Sohn des Eisenbahners Olav (1901–1997) und seiner Frau Louise (1900–1997) Skjølsvold in Rugldalen, einer Bahnstation an der Røros-Bahn, zur Welt.
Er schloss 1954 als Magister in skandinavischer Archäologie ab, promovierte aber erst im Jahr 1979.
Ab 1955 und bis 1958 war er der erste Leiter des 1954 gegründeten Norsk Skogmuseum („Norwegisches Waldmuseum“; nationales Museum und Freilichtmuseum für Natur, Forstwirtschaft, Jagd und Binnenfischerei) in Elverum, anschließend bis 1962 Hauptkurator der archäologischen Abteilung des Stavanger Museums, ab 1980 dort auch geschäftsführender Leiter. Ab 1981 war er Professor und am Historischen Museum der Universität Oslo (Universitetets Oldsaksamling) angestellt, bis er 1986 an das Kon-Tiki-Museum wechselte, dessen Forschungsabteilung er von 1988 bis 1996 vorstand.
In der Archäologie Skandinaviens bearbeitete Arne Skjølsvold hauptsächlich drei Bereiche:
- Holzarbeiten und Stickerei
- Die Beziehung zwischen Jägern und Bauern in der Jungsteinzeit und in der Bronzezeit
- Hügelgräber der Eisenzeit

Bereits seine Magisterarbeit war dem Abbau und der Bearbeitung des Specksteins durch die Wikinger gewidmet. Wenige Jahre später entdeckte und untersuchte er den antiken Speckstein-Steinbruch Kvikneskogen (Gemeinde Tynset) in etwa 1.000 Meter Seehöhe. Seine diesbezügliche Forschungsarbeit erweiterte das internationale Wissen um die Herstellung hochwertiger Produkte in der vorrömischen Eisenzeit.
Forschungen, die er während der Zeit in Stavanger unter anderem in der Siedlung Slettabø, in der Nähe von Egersund, betrieb, machte er zum Thema seiner Dissertation, Slettabøboplassen (Siedlung Slettabø). In dieser Zeit interessierte er sich nicht nur für prähistorischen Bergbau, sondern entdeckte und erforschte auch frühe Gräber, manchmal weit entfernt von zeitgenössischen Dorfsiedlungen.
Als Freund Thor Heyerdahls, dem er 1952 erstmals begegnete, begleitete er ihn auf mehrere Expeditionen, bei denen er stets die archäologische Leitung innehatte: 1952–1953 auf die Galapagosinseln, 1955–56 auf die Osterinsel und zu den Marquesas, 1983 und 1984 zu den Malediven, und 1988–1994 leitete er die Grabungen in Túcume, Peru.
Auf der Osterinsel war Skjølsvold insbesondere mit der Untersuchung der Steinbrüche in Rano Raraku befasst, wo die Moai aus dem Felsen gehauen worden waren. Das ethno-archäologische Experiment, die Statuen zu transportieren, stand unter seiner Aufsicht. Nach Beendigung der Arbeiten auf der Osterinsel besuchte die Expedition Raivavae und Hiva Oa. 1963–1964 kehrte Skjølsvold im Rahmen einer norwegischen Expedition auf die Marquesas zurück und erforschte u. a. eine dortige Höhle, und in den 1980er Jahren besuchte er noch mehrmals die Osterinsel, um Feldforschungen durchzuführen.
Arne Skjølsvold war Mitglied der Norwegischen Akademie der Wissenschaften (seit 1981), und der Königlich Norwegischen Wissenschaftlichen Gesellschaft (Det Kongelige Norske Videnskabers Selskab).
Verheiratet war er mit Brita Jenssen (* 19. Mai 1938).

## Veröffentlichungen (Auswahl)
- Klebersteinsindustrien i vikingetiden, 1961 (Speckstein-Industrie in der Wikingerzeit; Diplomarbeit, 1954)
- House Foundations in Rano Raraku (Hausfundamente am Rano Raraku), in: T. Heyerdahl und E.N. Ferdon jr. (Hrsg.): Archaeology of Easter Island, Bd. 1, 1961, S. 291–293 und The Stone Statues and Quarries of Rano Raraku, (Die Steinstatuen und Steinbrüche von Rano Raraku), ebenda S. 339–374.
- mit E. Johansen: Reisefører til fortiden. Med arkeologen rundt Oslofjorden (Reiseführer in die Vergangenheit. Mit Archäologen rund um den Oslofjord), 1966.
- Et keltertids klebersteinsbrudd fra Kvikne, (Ein Speckstein-Steinbruch der Keltenzeit in Kvikne), in: Viking 1969, S. 201–238.
- Slettabøboplassen. Et bidrag til diskusjonen om forholdet mellom fangst- og bondesamfunnet i yngre steinalder og bronsealder (Slettabø-Siedlung. Ein Beitrag zur Diskussion über das Verhältnis von Jagd- und Bauerngemeinschaften in der Jungsteinzeit und Bronzezeit, Stavanger 1977).
- Refleksjoner omkring jernaldergravene i sydnorske fjellstrøk, (Betrachtungen über eisenzeitliche Gräber in den südnorwegischen Bergregionen), in: Viking 1979, S. 140–160.
- Archaeological Test-Excavations in the Maldive Islands, 1991.
- The Dating of Rapanui Monolithic Sculpture, in: S. R. Fisher (Hrsg.): Easter Island Studies. Contributions to the History of Rapanui in Memory of William Mulloy, Oxford 1993, S. ?.